# Millan Fjellström
Emilia (Millan) Johanna Fjellström, född Streiffert den 3 februari 1883 i Göteborg, död den 24 februari 1954 i Hedvig Eleonora församling i Stockholm, var en svensk skådespelare.

## Biografi
Fjellström filmdebuterade 1933 i Sigurd Walléns En natt på Smygeholm och kom att medverka i totalt tjugo filmer fram till 1944.
Hon var gift med skådespelaren Emil Fjellström från 1913 fram till hans död 1944. De var båda engagerade i Eklöf-Trobäckska sällskapet vid tiden för vigseln.
Millan Fjellström är begravd på Östra kyrkogården i Göteborg.

## Filmografi
- 1933 – En natt på Smygeholm
- 1934 – Karl Fredrik regerar
- 1934 – Anderssonskans Kalle
- 1935 – Ebberöds bank
- 1935 – Munkbrogreven
- 1936 – Bombi Bitt och jag
- 1936 – Våran pojke
- 1937 – Familjen Andersson
- 1937 – Lyckliga Vestköping
- 1938 – Vi som går scenvägen
- 1938 – Storm över skären
- 1939 – Melodin från Gamla Stan
- 1939 – Sjöcharmörer
- 1940 – Karusellen går
- 1940 – Åh, en så'n advokat
- 1941 – Nygifta
- 1942 – Rospiggar
- 1943 – I mörkaste Småland
- 1944 – Släkten är bäst
- 1944 – Hemsöborna

## Teater

### Roller
| År   | Roll | Produktion                                                                                   | Regi         | Teater           |
| ---- | ---- | -------------------------------------------------------------------------------------------- | ------------ | ---------------- |
| 1914 |      | Grevinnan Pettersson, eller Stockholm-Malmö med damernas egen pansarbåt, revy Emil Norlander | Axel Hultman | Kristallsalongen |